# 4-й всероссийский чемпионат по тяжёлой атлетике
4-й всероссийский чемпионат по тяжёлой атлетике прошёл 13-18 апреля 1900 года в Санкт-Петербурге на арене Атлетического общества. В соревнованиях приняли участие пять спортсменов из двух городов. Атлеты соревновались без разделения на весовые категории. Участники соревновались в трёх тяжелоатлетических дисциплинах (жим, рывок и толчок), каждое из которых выполнялось левой, правой и обоими руками. Победитель определялся по сумме мест во всех упражнениях, без подсчёта итоговой суммы. В рамках чемпионата также были проведены соревнования по французской борьбе и боксу.
| Место | Участник       | Город           | Жим (кг) | Жим (кг) | Жим (кг) | Толчок (кг) | Толчок (кг) | Толчок (кг) | Рывок (кг) | Рывок (кг) | Рывок (кг) |
| ----- | -------------- | --------------- | -------- | -------- | -------- | ----------- | ----------- | ----------- | ---------- | ---------- | ---------- |
| Место | Участник       | Город           | двумя    | правой   | левой    | двумя       | правой      | левой       | двумя      | правой     | левой      |
| 1     | Сергей Елисеев | Уфа             | 145,0    | 100,0    | 103,1    | 160,2       | 104,8       | 81,9        | 115,0      | 83,5       | 79,4       |
| 2     | Гвидо Мейер    | Санкт-Петербург | 130,8    | 102,3    | 73,7     | 142,9       | 90,0        | 86,0        | 102,3      | 73,7       | 69,5       |
| 3     | Евгений Кливе  | Санкт-Петербург | 98,1     | 73,7     | 82,5     | 110,5       | 77,8        | 73,7        | 86,0       | 64,0       | 61,4       |

Результат Елисеева в толчке был признан рекордом России. Гвидо Мейер стал победителем соревнований среди боксёров.